# David Menut
David Menut, nacido el 11 de marzo de 1992 en Guéret, es un ciclista francés miembro del equipo Creuse Oxygène Guéret. 

## Palmarés
2014 (como amateur)
- Paris-Mantes-en-Yvelines

2015
- París-Troyes